# TESS 58
Der Massengutschiffstyp Tsuneishi Economical Standard Ship 58, kurz TESS 58, wurde in Japan in einer großen Serie gebaut und gilt in seinem Marktsegment als eines der Standardschiffe.

## Einzelheiten
Die erste TESS-Baureihe wurde ab 1981 vom japanischen Schiffbaukonzern Tsuneishi Zosen im Auftrag der norwegischen Reederei Ugland entworfen und ab 1984 als TESS 40 abgeliefert. Zehn Jahre darauf folgte die Weiterentwicklung TESS 45 mit größerer Tragfähigkeit und ab 1999 der nochmals leistungsfähigere Typ TESS 52. Im Jahr 2003 wurde aus dem TESS 52 im Wesentlichen durch die Auslegung auf einen größeren Tiefgang der Typ TESS 58 entwickelt. Im Mai 2014 wurde der Typ TESS 64 Aeroline, eine Weiterentwicklung des Typs TESS 58 mit auf 63.700 Tonnen vergrößerter Tragfähigkeit vorgestellt. Insgesamt wurden bisher über 300 Einheiten der gesamten TESS-Baureihe gebaut.
Die TESS-58-Schiffe sind als Supramax-Massengutschiffe mit achtern angeordneten Aufbauten ausgelegt. Sie haben fünf Laderäume, deren gesamter Laderaumrauminhalt bei Schüttgütern 72.500 m³ beträgt. Jeder Laderaum wird durch eine eigene Luke bedient, deren Lukendeckel hydraulisch betätigt werden. Der Decksöffnungsgrad ist gegenüber den älteren Typen vergrößert. Zum Ladungsumschlag stehen vier mittschiffs angebrachte hydraulische Schiffskräne zur Verfügung. Der Schiffstyp kann bei maximaler Abladung auf 12,8 Meter 58.100 Tonnen transportieren. Die Einheiten sind auf den Transport verschiedener Massengüter, wie zum Beispiel Getreide, Kohle, Mineralien inklusive verschiedener Gefahrgüter ausgelegt. Die Tankdecke der Laderäume ist für den Erztransport verstärkt ausgeführt. Es können darüber hinaus auch Sackgüter, Stahlprofile, -röhren und andere Massenstückgüter, jedoch keine Decksladungen transportiert werden.
Der Antrieb der Schiffe besteht aus einem Zweitakt-Dieselmotor. Der Motor ermöglicht eine Geschwindigkeit von etwa 14,5 Knoten. Es stehen mehrere Hilfsdiesel und ein Notdiesel-Generator zur Verfügung.